# 奈良県道278号橿原新庄線
奈良県道278号橿原新庄線（ならけんどう278ごう かしはらしんじょうせん）は、奈良県橿原市から葛城市に至る一般県道である。

## 概要
橿原市から葛城市南花内に至る。
現在は葛城市葛城大橋西詰 - 南花内間のみ供用されており、橿原市 - 葛城市間は用地買収、および建設中である。

### 路線データ
- 起点：橿原市（起点未定）
- 終点：葛城市南花内（南花内交差点、国道24号交点、奈良県道254号寺口北花内線終点）
- 不通区間：橿原市（起点不明） - 葛城市新町

## 路線状況

### 道路施設

#### 橋梁
- 葛城大橋（葛城川、大和高田市 - 葛城市）

## 地理

### 通過する自治体
- 奈良県
  - 橿原市 - 御所市 - 大和高田市 - 葛城市

### 交差する道路
| 交差する道路                                      | 市町村名 | 交差する場所 | 交差する場所        |
| ------------------------------------------------- | -------- | ------------ | ------------------- |
| 未供用区間                                        |          |              |                     |
| 国道24号 国道168号 重複 奈良県道254号寺口北花内線 | 葛城市   | 南花内       | 南花内交差点 / 終点 |

### 交差する鉄道
- 和歌山線

### 沿線
- 葛城川